# Volcan Club de Moroni
El Volcan Club de Moroni és un club de futbol de la ciutat de Moroni, Comores.

## Palmarès
- Lliga de Comores de futbol:[1]

1998-99, 2015, 2018, 2021-22
- Copa de Comores de futbol:[2]

1983-84, 2005-06, 2014, 2016